# Гасс, Саймон
Саймон Гасс (англ. Simon Lawrance Gass; р. 02.11.1956) — британский дипломат и политик.
На службе в Форин-офис с 1977 года. В 2004—2009 годах — посол Великобритании в Греции. C весны 2009 года посол Великобритании в Иране. С начала 2011 года ему запрещён въезд в Иран.
С 2011 года — старший гражданский представитель НАТО в Афганистане. С 2019 года — руководитель Объединённого разведывательного комитета Великобритании.
Рыцарь-командор ордена Святого Михаила и Святого Георгия (2011).
С 1980 года женат на Mарианне Энид Стотт.